# Acraea ochrascens
Acraea ochrascens är en fjärilsart som beskrevs av Sharpe 1902. Acraea ochrascens ingår i släktet Acraea och familjen praktfjärilar. Inga underarter finns listade i Catalogue of Life.